# Vier-Reiche-Lehre
Die Vier-Reiche-Lehre bezeichnet eine vor allem mittelalterliche christliche Deutung mehrerer Allegorien aus dem Buch Daniel der Bibel. In den Kapiteln 2  und 7  ist die Abfolge von vier Weltreichen erläutert, in 8  implizit ebenfalls. In 2  deutet Daniel einen Traum des babylonischen Königs Nebukadnezar II. über die Zukunft, nachdem ihm Gott selbst ebenfalls den Traum samt seiner Deutung kundtat.

## Traum des Königs und Deutung Daniels
Nebukadnezar sah im Traum in einem Gebirge ein großes Standbild, dessen Haupt aus feinem Gold, dessen Brust und Arme aus Silber, dessen Bauch und Lenden aus Bronze, dessen Schenkel aus Eisen und dessen Füße und Zehen  teils aus Eisen, teils aus Ton waren. Als durch einen Steinschlag die Fußzehen getroffen wurden, fiel das Standbild um. Seine Trümmer wurden vom Winde verweht. Der Stein hingegen, der das Bild zermalmte, war zu einem großen Berg geworden, der die ganze Erde erfüllte.
Daniel, dem Gott im Traum die Bedeutung enthüllte, deutet dem König seinen Traum: Demnach steht das Haupt aus Gold für den König Nebukadnezar und dessen Dynastie. Nach dieser wird ein geringeres Weltreich herrschen. Danach wird ein drittes aus Bronze über die ganze Erde herrschen. Ein viertes Weltreich wird sich als stark wie Eisen erweisen. Die teils aus Eisen und teils aus Ton bestehenden Füße und Zehen stehen für ein geteiltes Königreich, welches teils fest und stark wie Eisen, teils zerbrechlich wie Ton sein wird. Der zermalmende Stein steht dafür, dass Gott in der Zeit dieser Könige ein Königreich aufrichten wird, das allen menschlichen Reichen ein Ende setzt und ewig besteht.

## Daniels Traum und seine Bedeutung
Daniel sah gemäß 7  und 8  ähnliche Visionen: Vier verschiedene Tiere entstiegen nacheinander dem Meer. Das erste war wie ein Löwe mit Adlerflügeln. Die Flügel wurden ausgerissen. Er wurde von der Erde aufgehoben und wie ein Mensch auf seine Füße gestellt; auch wurde ihm das Herz eines Menschen gegeben. Das zweite Tier war einem Bären gleich, auf der einen Seite aufgerichtet und hatte drei Rippen zwischen seinen Zähnen. Das nächste Tier war wie ein vierköpfiger Leopard mit vier Vogelflügeln auf seinem Rücken. Das vierte Tier war stark, hatte große eiserne Zähne, bronzene Klauen und zehn Hörner. Es fraß und zermalmte und zertrat den Rest mit seinen Füßen. Zwischen seinen zehn Hörnern hob sich dann ein weiteres Horn empor, an dem Augen waren und ein Mund, welcher vermessene Worte redete, und drei der ersten Hörner wurden ausgerissen. Das Horn führte Krieg gegen die Heiligen und besiegte sie. Dann wurden Throne aufgestellt. Auf einen Thron aus Feuerflammen setzte sich einer, der alt war und ein weißes Gewand trug und dem viele dienten. Nachdem das aus den Heiligen des Höchsten bestehende Gericht sich gesetzt hatte, wurde das vierte Tier getötet und sein Leib zerstört; auch den übrigen Tieren wurde ihre Herrschaft genommen.
Danach wurde ein ewiges Königtum begründet, dem alle dienten.
In seinem Traum wurde Daniel enthüllt, dass die großen Tiere für vier menschliche Weltreiche stehen. Das vierte Königreich wird sich von den vorherigen unterscheiden und die ganze Erde auffressen und sie zermalmen. Seine zehn Hörner stehen für zehn Könige, die sich aus diesem Königreich erheben werden. Nach ihnen wird sich ein König erheben, der drei der vorherigen Könige erniedrigen wird. Dieser wird gegen den Höchsten reden, die Heiligen verfolgen und versuchen, die Festtage zu ändern. Aber die Herrschaft wird ihm genommen werden und die Heiligen des Höchsten werden das Königtum für das ewige Königreich empfangen.

## Interpretationen und Weiterentwicklung
Oft wurde versucht, diese vorchristlich prophezeiten Königreiche mit konkreten Herrschaftsreichen in Bezug zu bringen. Das erste Reich wurde zumeist aufgrund der biblischen Aussagen mit dem babylonischen Reich Nebukadnezars identifiziert.
Der französische Rabbiner Raschi (1040–1105) deutete die vier Reiche als Nebukadnezar („das Haupt aus Gold“), Belsazar („ein anderes Königreich niedriger als du“), Alexander von Makedonien („ein drittes Königreich aus Kupfer“) und Roms Imperium. Dem folge das Königreich, das Gott errichte, das Königreich des Messias.
In der Antike deutete der Kirchenvater Hieronymus (347–420) den Kopf als das Babylonische Reich, die zwei verschränkten Arme als das Medo-Persische Reich, den Bauch als das griechische sowie danach das Römische Reich. Letzteres erfüllt die Bedingung der Teilung durch die zwei Beine. Seit der Reichsteilung von 395 war es in das Weströmische und das Oströmische Reich aufgeteilt. Diese Deutung, die Vier-Reiche-Lehre, wurden im Mittelalter Teil der christlichen Lehre.
Diesem vierten Weltreich folge das in Kapitel 20 der  Offenbarung beschriebene messianische Reich als tausendjährige Gottesherrschaft („tausendjähriges Reich“).

### De civitate Dei
Das Römische Reich war vor seiner Teilung christianisiert worden. Seither wurde dieses christianisierte Reich als angekündigtes Gottesreich verstanden. Infragegestellt wurde jene Deutung, als infolge der Völkerwanderung die Westgoten und später weitere Germanenstämme im Weströmischen Reich einfielen und die Reichshauptstadt Rom einnahmen. Deshalb versuchte der Bischof Augustinus von Hippo mit der Schrift De civitate Dei („Über den Gottesstaat“), den Widerspruch aufzulösen, indem er den Gottesstaat als im Gegensatz zum irdischen Staat stehend darstellte.

### Translatio imperii
An die Vier-Reiche-Lehre knüpft die mittelalterliche Theorie der translatio imperii (Übertragung der Herrschaft) an. Mit ihr wurde der Übergang der römischen Herrschaft auf die Herrscher des fränkischen und des Heiligen Römischen Reichs begründet.